# Dendrobium malvicolor
Dendrobium malvicolor är en orkidéart som beskrevs av Henry Nicholas Ridley. Dendrobium malvicolor ingår i släktet Dendrobium, och familjen orkidéer. Inga underarter finns listade i Catalogue of Life.